# A fekete sertések
A fekete sertések Paul Gauguin alkotása, amely a Szépművészeti Múzeum gyűjteményének része.
Gauguin 1891-ben, a Tahitin tett első útján festette a képet. Az alkotó művészete ezekben az években teljesedett ki, és A fekete sertéseken jó követhető a stílusfordulat.
„A fák lombozatát és a kunyhó nádfedelét még impresszionista módon, irizáló párhuzamos ecsetvonásokkal formálta meg, ám ezeket fokozatosan egységesebb színfelületek váltják fel, a formákat hangsúlyos kék körvonal határolja. Itt már – főként az állatok és az archaikus nyugalomban ábrázolt nőalakok esetében – tömör, leegyszerűsített formákat alkalmazott. A tudatosan megkomponált szerkezeten belül a motívumok térbeli kapcsolatát a formai egység vezérli”, írta a képről Tóth Ferenc művészettörténész.